# Терещенко Артем Якович
Тере́щенко Арте́мій Я́кович (нар. 1794 с. Локоть — пом. 4 травня 1877 Глухів) — перший підприємець у династії Терещенків.

## Життєпис
Народився 1794 року в родині нащадків українських козаків зі Слобідської України. 
15 січня 1819 року взяв шлюб із донькою купця Григорія Євстратійовича Стеслявського, Єфросинією. Молодята переїхали в Глухів.
Свою комерційну діяльність почав у Глухові з дрібної торгівлі, працюючи крамарчуком (прикажчиком) у крамниці глухівського купця. Завдяки значним здібностям, старанності та обачності він незабаром відкрив свою справу. Спочатку торгував з ручного візка, а пізніше відкрив невелику крамницю.
Його справа розвивалася так успішно, що в народі ще змолоду до нього приклеїлося прізвисько «Карбованець», а вже купцем був знаним, як надійний постачальник та людина слова.
Постійно примножувати обіг товару допомагала запроваджена старшим сином Ніколою система товарних кредитів з виробниками, але саме під час Кримської війни Артемій Якович на постачаннях для армії лісу і хліба заробив значний капітал, який пізніше вклав у видобуток кам'яної солі та у цукрову промисловість.
Індустріалізація аграрної галузі та відміна кріпацтва дозволяє Терещенку розширити виробництво. На власні засоби Артемій Якович після 1861 року починає скуповувати або брати в оренду в поміщиків, що не змогли пристосуватися до нових умов, невеликі заводики і модернізувати застарілі занедбані виробництва, землі для вирощування цукрового буряка і будівництва нових цукрових заводів і млинів.
Артем Якович також займався добродійною діяльністю. На кошти родини в Глухові було збудоване ремісниче училище, жіночу і чоловічу гімназії, вчительський інститут, банк, безкоштовну лікарню святої Ефросинії, притулок для сиріт, відновлено Трьох-Анастасівську церкву. Займався громадською діяльністю: був бургомістром Глухівського міського магістрату у 1842—1845 роках, з 1846 року — незмінний староста Трьох-Анастасіївської церкви. 1861 року влаштував на другому поверсі церкви приділ Воскресіння Христового, а 1872 року приділ св. мученика Артемія.
Разом із купцем Георгієм Беловським, тестем його старшого сина Ніколи, у 1851 році розпочали будівництво присутніх місць, які передали місту 1856 року.
Артемій Якович став купцем першої гільдії. За клопотанням сина — Ніколи Артемійовича Терещенка, оскільки саме він спочатку мав отримувати титул від російського царя, указом від 12 березня 1870 року, за особливі заслуги і в нагороду за добродійну діяльність, було надано Артемію Яковичу спадкове дворянство Російської імперії з усім потомством по чоловічій лінії. Указом від 9 березня 1871 року був приписаний до дворянства Чернігівської губернії із внесенням у 1-шу частину родовідної книги.
1871 року заснував притулок для сиріт та дітей з бідних родин. 
У 1872 році було засновано «Товариство цукробурякових і рафінадних заводів братів Терещенків» і надалі справи вели троє його синів — Микола, Федір і Семен.
Доньку Артемія Терещенко Мар'яну Артеміївну було видано заміж за Куксіна Семена Лукича. Від зята Артемій отримав у користування одні з перший своїх земель. Таким чином Мар'яна зіграла роль у становленні родини Терещенків.
Помер 4 травня 1877. Коли у 1885-1893 роках замість старої була збудована нова Трьоханастасіївська церква, прах Артемія Терещенка та його дружини Єфросинії було перенесено у нижній поверх церкви. Надгробна плита збереглася.